# Albin Dunajewski
Albin Dunajewski, poljski rimskokatoliški duhovnik, škof in kardinal, * 1. marec 1817, Stanislawów v Galiciji (takrat Avstrija; danes Ivano-Frankivsk, Ukrajina), † 18. junij 1894, Krakov.

## Življenjepis
28. julija 1861 je prejel duhovniško posvečenje.
15. maja 1879 je bil imenovan za škofa Krakova (kar je ostal 15 let - do smrti) in 18. junija istega leta je prejel škofovsko posvečenje.
23. junija 1890 je bil povzdignjen v kardinala in imenovan za kardinal-duhovnika Ss. Vitale, Valeria, Gervasio e Protasio.